# 乙羽信子
乙羽 信子（おとわ のぶこ、本名：新藤信子〈旧姓：加治〉、1924年10月1日 - 1994年12月22日）は、日本の女優。愛称は「オカジ」（旧姓より）。

## 来歴
鳥取県西伯郡米子町（現・米子市）西倉吉町に生まれる。父の家に引き取られ、大阪で育つ。間もなく、饅頭屋の養女となり、神戸市に移る。
小学校のときから日本舞踊を習い、また、養父の姉に連れられて宝塚歌劇を見に行くうち、憧れるようになる。
1937年（昭和12年）、宝塚音楽歌劇学校（現・宝塚音楽学校）に入学。宝塚歌劇団27期生。同期生に越路吹雪、月丘夢路、東郷晴子、大路三千緒、浦島千歌子、瑠璃豊美らがいる。この芸名は養母が信仰する新興宗教の教師が命名した。宝塚入団時の成績は93人中49位。1939年（昭和14年）の公演『宝塚花物語』で同期生達と共に初舞台を踏む。なお、この時代は同期でも初舞台演目はそれぞれ異なった。
戦後、再開された公演でトップ娘役（主に雪組公演出演）を務める。淡島千景と人気を二分し、戦後の宝塚歌劇団第一期黄金時代を支えた。
1950年（昭和25年）、娘役に限界を感じ始め、松竹入りした淡島に倣うように『雨月物語／キュウバ／人魚姫』を最後に宝塚歌劇団を退団。
退団後、大映に入社する。大映は、宝塚時代から人気のあったえくぼに「百萬弗のゑくぼ」というキャッチフレーズをつけて、純情型のスターとして売り出す。デビュー作は同年の新藤兼人脚本、木村恵吾監督の『處女峰』で、上原謙と共演した。その後、何作かに出演した後、1951年（昭和26年）の新藤兼人の第1回監督作品『愛妻物語』で、夫を陰で支える妻を演じ、映画界でもスターの地位を手に入れる。

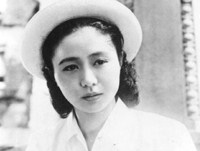
『原爆の子』（1952年）

1952年（昭和27年）、「近代映画協会」を設立していた新藤の第1回自主制作映画『原爆の子』に大映の反対を押し切って出演する。これを機に大映を退社し、近代映画協会の同人となる。
以後、近代映画協会が製作する映画に立て続けに出演する中で、それまでの「宝塚歌劇団出身」「お嬢様女優」「百萬弗のゑくぼ」「清純派」のイメージから180度転換し強烈なリアリズムあふれた演技を見せ、日本映画史にその名を残すこととなる。それを象徴する作品で、代表作となったのが、1960年（昭和35年）の『裸の島』である。せりふが一切なく、登場人物も狭い島で働く夫婦（乙羽と殿山泰司が演じた）だけという実験的な映画であったが、そのリアリティーあふれる画面は大好評となり、第2回モスクワ国際映画祭でグランプリを受賞するなど、世界的に高い評価を受ける。
1971年（昭和46年）放送の『肝っ玉かあさん』第3シリーズでは当時47歳で白無垢姿を披露している。以降、石井ふく子プロデュース作品の常連となる。
1978年（昭和53年）、新藤と結婚。結婚後、最初の作品となった『絞殺』で、1979年（昭和54年）、ヴェネツィア国際映画祭イタリア映画ジャーナリスト選出最優秀女優賞を受賞する。
1983年（昭和58年）、驚異的な視聴率を記録したNHKの連続テレビ小説『おしん』に出演。主人公・おしんの晩年期を演じ、主演もこなせる女優であることを改めて知らしめ、国内外において新たなファンを獲得した。また1987年（昭和62年）から1992年（平成4年）にかけて、日本テレビ放送網の火曜サスペンス劇場で、水谷豊主演の浅見光彦ミステリーとその続編である、朝比奈周平ミステリーで、水谷の母親役を演じた。
1994年（平成6年）12月22日午前、肝臓癌による肝硬変で死去。享年70。墓は京都市妙心寺衡梅院にあるが、遺骨の半分は代表作『裸の島』を撮影した広島県三原市の宿祢島に散骨された。
没後、2014年、古巣・宝塚歌劇団創立100周年記念で創設された「宝塚歌劇の殿堂」の最初の100人のひとりとして殿堂入りを果たした。

## 人物・エピソード

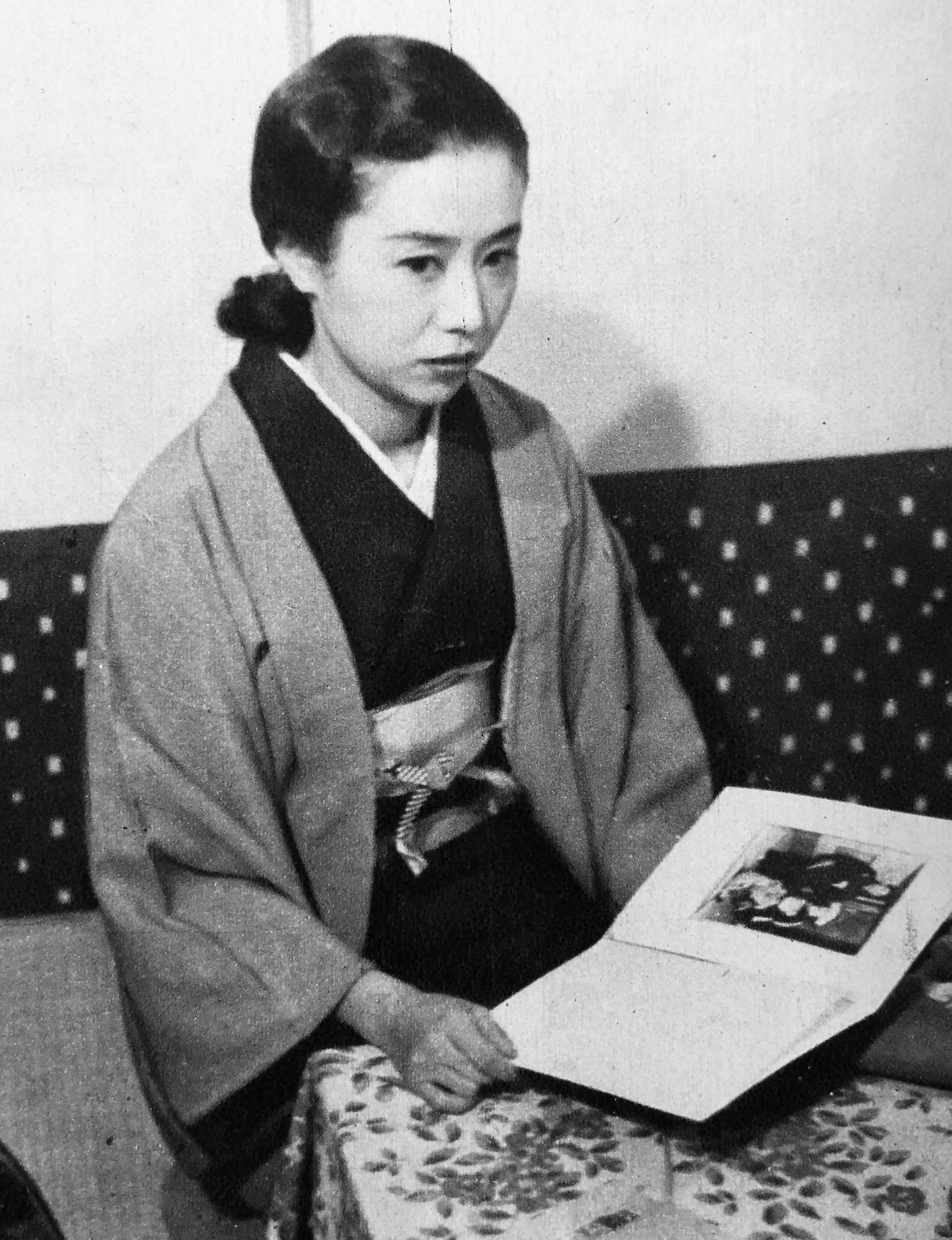
1954年

- 愛称は「オカジ」で、これは本名の「加治（旧姓）」をもじったもの。1950年に東宝で『佐々木小次郎』の映画化が決定したとき、「兎禰」は山根寿子、「那美」は高峰秀子と決まったが、「まん」の配役がどうしても決まらなかった。監督の稲垣浩は宝塚乙女の中から宮城野由美子と乙羽の二人を候補に挙げたが、両者とも宝塚で重要なスタアであったため、東宝がいくら宝塚歌劇団と関連会社であっても簡単にまとまる話ではなかった。そのうち、宝塚から「乙羽のほうが可能性があるから本人に会ってくれ」と通知があり、稲垣は乙羽に面会に行き、乙羽は稲垣とは初対面だというのに取りすましたところもなく笑顔で「映画に出る自信はありませんがどうぞよろしく。これからホンをよく読ませていただいて」と終始愛想が良かったので、稲垣も腹を決め、宣伝部も台本を持った乙羽の写真などを撮った。帰路に知り合いの通信記者から「オカジはどうでした」と話しかけられたので「決まりそうだ」と答えると「そんなはずはない、彼女は大映へ行くことに決まっている。契約も済んだはずです」と言われ、これには稲垣も大慌てとなった。間もなく乙羽の大映入りは新聞に大きく報道され、大映は「百万ドルのエクボ」を売り文句に映画界に新しい花を咲かせたが、こういうケースは映画界ではよくあることなので（稲垣自身も宝塚乙女の映画界への引き抜きに何度か関わっている）、稲垣としては大きなショックはなかったという。稲垣はその7年後の1957年の東宝映画『大夫さんより 女体は哀しく』で乙羽と再会したが、「どうもそのせつは…」と、「百万ドルのエクボにかわりはなかった」という。稲垣は乙羽について「映画、テレビ、舞台と意欲的な彼女の仕事ぶりを眺めていると、その芸は教えられておぼえたものではなく、からだでおぼえたのだということが感じられる」、「最年少で宝塚に入ったのも、単なる少女のあこがれではなく、女優としての天分をそなえ持っていたからであろう」と語っている[7]。

- 1971年4月に行われた東京都知事選挙では、社会党・共産党推薦の美濃部亮吉を応援。選挙公報に記された支持者一覧に名を連ねた[8]。

- 1990年実施の第39回衆議院議員総選挙では、森村誠一や丸木政臣、花沢徳衛らと共に日本共産党への支持を表明している[9]。

- 新藤とは夫婦であっても、乙羽は「先生」と呼び、また新藤は「乙羽君」と呼び合っていた。『原爆の子』に出演した頃に恋仲になった時、新藤には既に妻がおり、忍ぶ間柄であった。しかし、新藤の前妻が亡くなった後の1978年（昭和53年）に結ばれた2人を、前妻の子は祝福し迎えている。「いきなり子供達ができました」と、乙羽は喜んでいた。新藤の監督作品へは「午後の遺言状」まで全作出演しているが、新藤以外との仕事も多くこなし、テレビ・舞台と幅広く活躍。温和な母親役から凄味を感じさせる殺人者役まで善悪硬軟こなせる貴重な名脇役として人気を博した。

- 遺作である『午後の遺言状』の撮影では、新藤は作品が乙羽の遺作になるという覚悟の上で制作に臨み、メガホンを取ったという。乙羽自身も残された時間を知った上で出演したといわれている。

## 主な出演

### 宝塚歌劇団時代の主な舞台

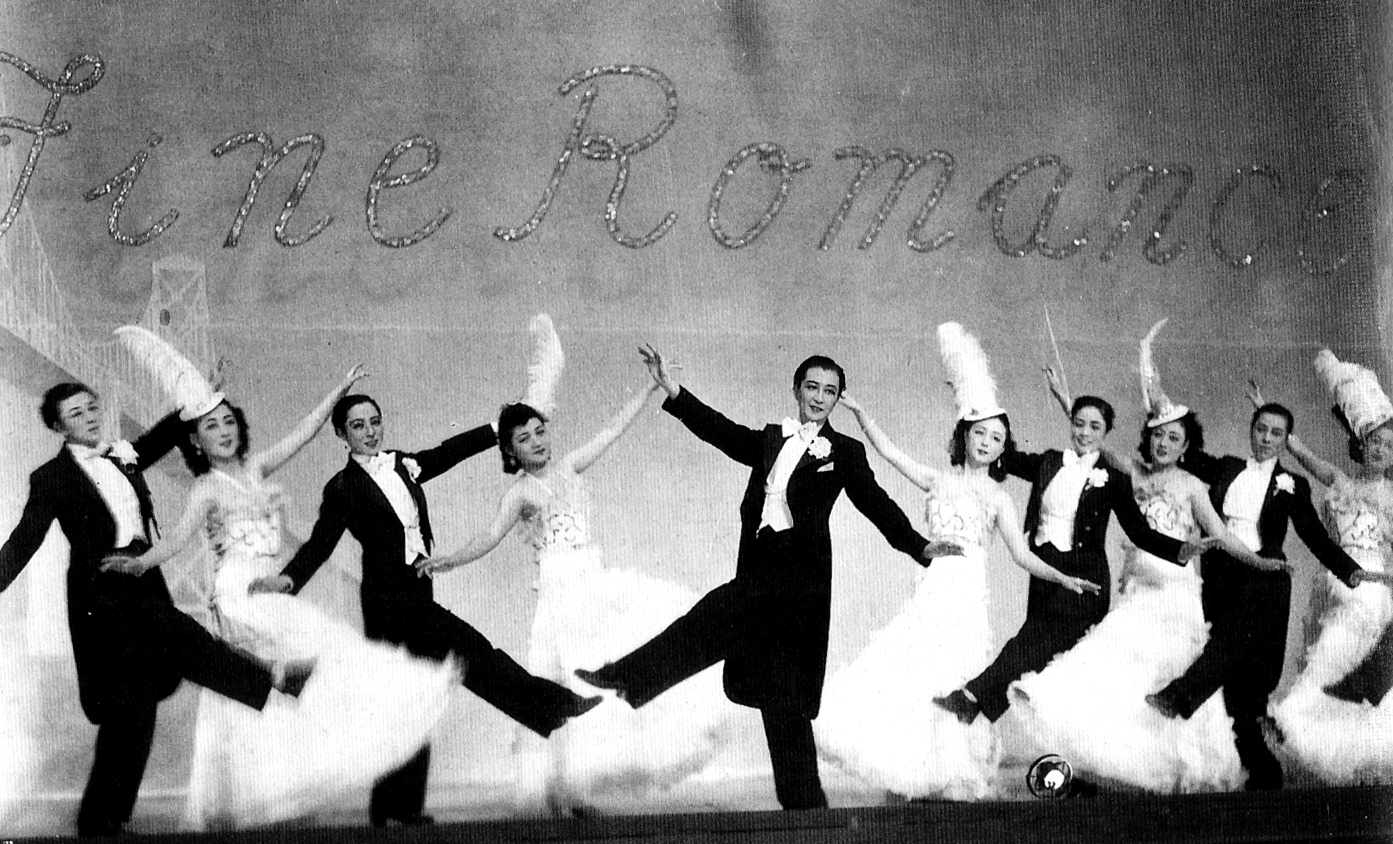
1947年、「ファイン・ロマンス」より。右から5番目が乙羽。左隣は春日野八千代。

- 『小國民』（花組、1940年11月26日 - 12月28日、宝塚中劇場）
- 第一回満州公演（1942年）
- 『櫻井の駅』（雪組、1944年2月26日 - 3月4日、宝塚大劇場）
- 『棒しばり／勘平の死』（雪組、1945年9月4日 - 9月24日、映画劇場）
- 『カルメン／春のをどり(愛の夢)』（雪組、1946年4月22日 - 5月30日、宝塚大劇場）
- 『人魚姫』（雪組、1946年8月1日 - 8月30日、宝塚大劇場）
- 『蝶々さん』（雪組、1946年10月1日 - 10月30日、宝塚大劇場）
- 『おもかげ／ファイン・ロマンス』（雪組、1947年2月1日 - 2月27日、宝塚大劇場）
- 『南の哀愁』 - ナイヤ役／『世界の花』（雪組、1947年6月1日 - 6月29日、宝塚大劇場）
- 『山三と阿國／眞夏の夜の夢』（雪組、1947年8月1日 - 8月31日、宝塚大劇場）
- 『リラの花咲く頃』（雪組、1947年11月1日 - 11月30日、宝塚大劇場）
- 『ヴェネチア物語』（雪組、1948年2月1日 - 2月29日、宝塚大劇場）
- 『アルルの女』 - ヴイヴィエット役（雪組、1948年6月1日 - 6月29日、宝塚大劇場）
- 『二つの顔』（雪組、1948年8月1日 - 8月30日、宝塚大劇場）
- 『夜鶴双紙／アロハ・オエ』（雪組、1948年10月13日 - 11月3日、宝塚大劇場）
- 『ハムレット』 - オフィーリア役 （雪組、1949年1月1日 - 1月24日、宝塚大劇場）
- 『玉昭君／春のをどり』（雪組、1949年4月1日 - 4月20日、宝塚大劇場）
- 『鏡獅子／ウインナ・ワルツ』（雪組、1949年10月1日 - 10月30日、宝塚大劇場）
- 『妖炎／ホフマン物語』（雪組、1950年3月1日 - 3月30日、宝塚大劇場）
- 『お夏笠物狂／君を呼ぶ歌』（雪組、1950年7月1日 - 7月30日、宝塚大劇場）
- 『雨月物語／キュウバ／人魚姫』（雪組、1950年9月1日 - 9月28日、帝国劇場）

### NHK紅白歌合戦出場歴
| 年度/放送回              | 曲目   | 対戦相手 |
| ------------------------ | ------ | -------- |
| 1953年（昭和28年）/第3回 | 初恋椿 | 霧島昇   |

### 映画
- 處女峰（1950年、木村恵吾監督）
- 宮城広場（1951年、久松静児監督）
- 暴夜物語（1951年、小石栄一監督）
- 月の渡り鳥（1951年、衣笠貞之助監督）

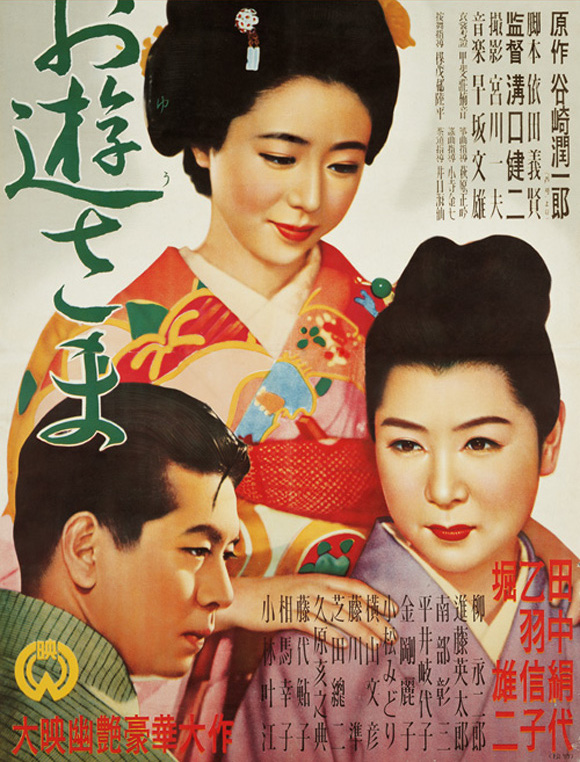
『お遊さま』（1951年）

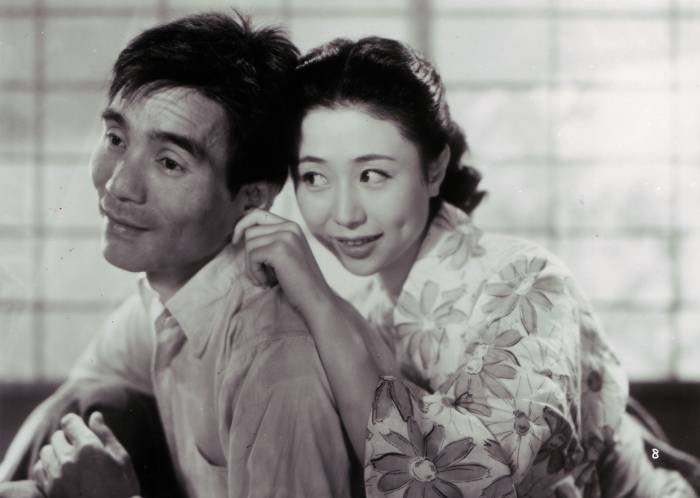
『愛妻物語』（1951年）

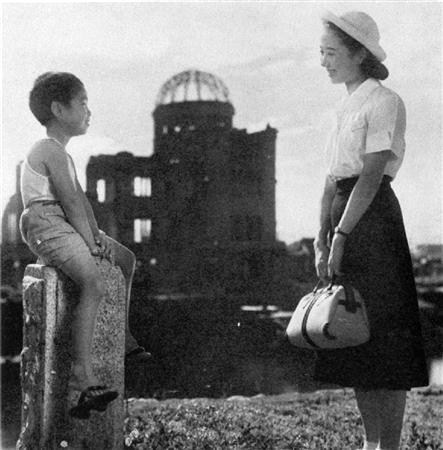
『原爆の子』（1952年）

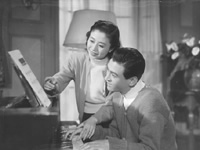
『安宅家の人々』（1952年）

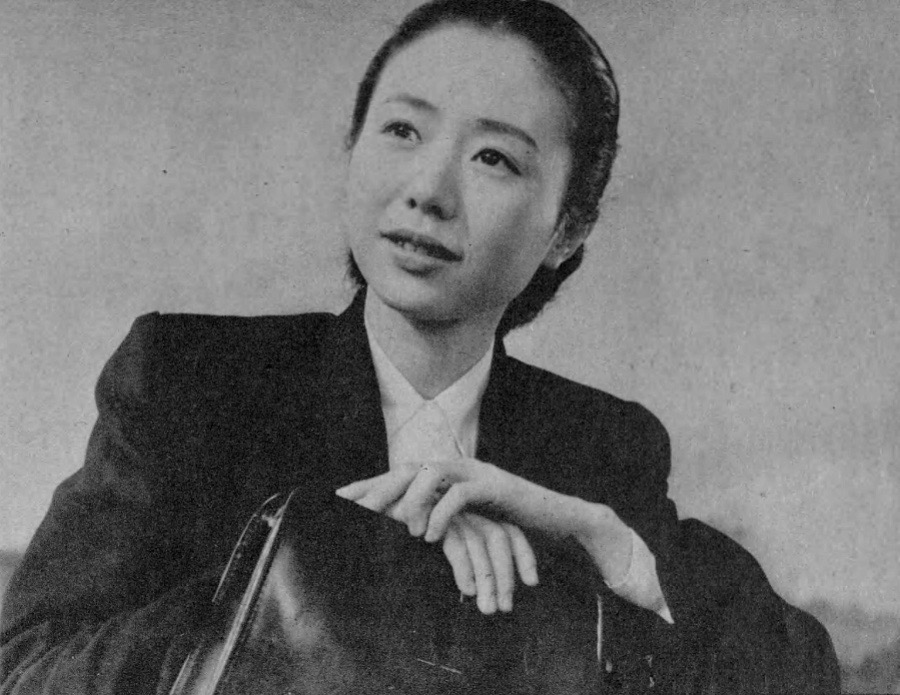
『村八分』（1953年）

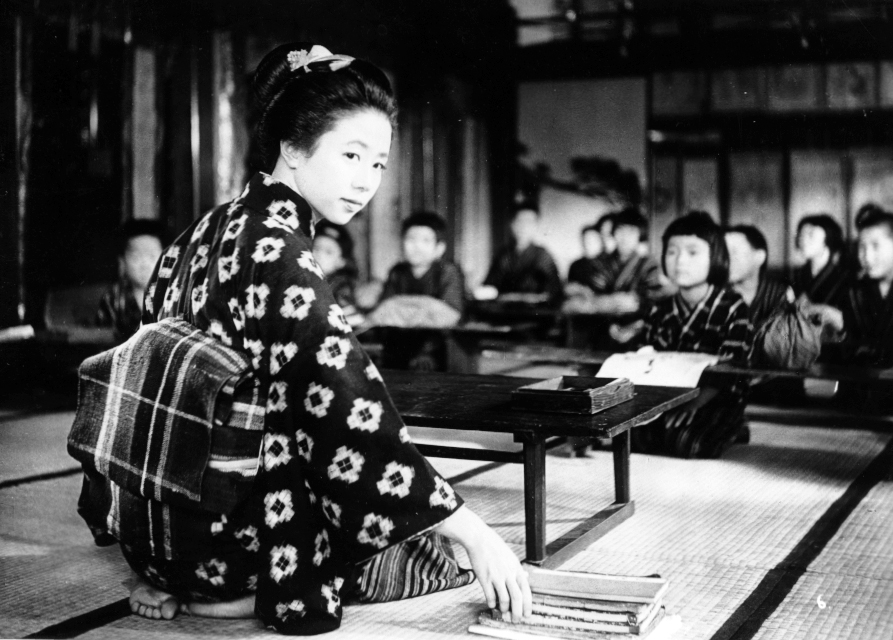
『夜明け前』（1953年）

- 誰が私を裁くのか（1951年、谷口千吉監督）
- お遊さま（1951年、溝口健二監督） - お静
- 愛妻物語（1951年、新藤兼人監督）
- 浅草紅団（1952年、久松静児監督）
- 原爆の子（1952年、近代映画協会＝民芸 新藤兼人監督）
- 安宅家の人々（1952年、久松静児監督）
- 村八分（1953年、今泉善珠監督）
- 縮図（1953年、新藤兼人監督）
- 夜明け前（1953年、吉村公三郎監督）
- 千羽鶴（1953年、吉村公三郎監督）
- 泥だらけの青春（1954年、日活）
- どぶ （1954年、新藤兼人監督）
- 大阪の宿（1954年新東宝、五所平之助監督）
- 美女と怪龍（1955年、吉村公三郎監督）
- 銀心中（1956年、日活 新藤兼人監督）
- 女優（1956年、近代映画協会 新藤兼人監督）
- 太夫さんより 女体は哀しく（1957年、宝塚映画=東宝 稲垣浩監督）
- 柳生武芸帳 双龍秘剣（1958年、東宝 稲垣浩監督） - 清姫 永井家の隠し娘藪大納言の隠密
- 悲しみは女だけに（1958年、新藤兼人監督）
- 暖簾（1958年、宝塚映画=東宝 川島雄三監督）
- 野良猫（1958年、宝塚映画=東宝 木村恵吾監督）
- 貸間あり（1959年、東宝　川島雄三監督）
- 第五福竜丸（1959年、近代映画協会 新藤兼人監督）
- 日本誕生（1959年、東宝 稲垣浩監督） - 天宇受女命（アネノウズメノミコト）[10][11]
- 秋立ちぬ（1960年、成瀬巳喜男監督）
- 珍品堂主人（1960年、豊田四郎監督）
- 裸の島（1960年、近代映画協会 新藤兼人監督）
- 永遠の人（1961年、松竹 木下惠介監督）
- 猟銃（1961年、五所平之助監督）
- 世界大戦争（1961年、東宝 松林宗恵監督） - 田村お由[1][2]
- 愛情の系譜（1961年、五所平之助監督）
- 旅愁の都（1962年、宝塚映画=東宝 鈴木英夫監督）
- 人間（1962年、近代映画協会 新藤兼人監督）
- 憂愁平野 (1963年、東京映画)
- 台所太平記（1963年、豊田四郎監督）
- 若い仲間たち うちら祇園の舞妓はん（1963年、東宝 佐伯幸三監督）
- 母（1963年、近代映画協会 新藤兼人監督）
- おかあさんのばか（1964年、水川浮三監督）
- 香華（1964年、木下惠介監督）
- 鬼婆（1964年、近代映画協会＝東京映画 新藤兼人監督） - 中年女
- 大根と人参　(1965年、渋谷実監督)
- 暴れ豪右衛門（1966年、東宝 小笹 稲垣浩監督）
- 父と子 続・名もなく貧しく美しく（1967年、松山善三監督）
- 喜劇 駅前満貫（1967年、東宝 佐伯幸三監督）- 駒江
- 藪の中の黒猫（1968年2月24日、近代映画協会＝日本映画新社　母 新藤兼人監督）
- 赤毛（1969年、東宝、岡本喜八監督） - お春
- 触角（1969年、新藤兼人監督）
- 裸の十九才（1970年、新藤兼人監督）
- 恍惚の人（1973年、豊田四郎監督）
- 讃歌　（1972年、新藤兼人監督）
- 心（1973年、新藤兼人監督）
- しあわせ（1974年、恩地日出夫監督）
- わが道（1974年、新藤兼人監督）
- 球形の荒野（1975年、松竹 貞永方久監督）
- 竹山ひとり旅（1977年、独立映画センター 新藤兼人監督）
- 事件 (1978年、松竹 野村芳太郎監督)
- 絞殺（1979年、新藤兼人監督）
- 配達されない三通の手紙（1979年）
- 思えば遠くへ来たもんだ（1980年、朝間義隆監督）
- 北斎漫画（1981年、松竹 新藤兼人監督） - お百（佐七の女房）
- 俺とあいつの物語（1981年、松竹、朝間義隆監督）
- 未完の対局（1982年、佐藤純彌監督）
- 天国にいちばん近い島（1984年、大林宣彦監督）
- 夜叉（1985年8月31日、東宝＝グループ・エンカウンター、降旗康男監督） - うめ（冬子の母）
- 落葉樹（1986年、新藤兼人監督）
- 植村直己物語（1986年、佐藤純弥監督）
- ブラックボード（1986年、新藤兼人監督）
- 二十四の瞳（1987年、朝間義隆監督）
- 濹東綺譚（1992年、新藤兼人監督）
- 釣りバカ日誌5（1992年、栗山富夫監督）
- 午後の遺言状（1995年、新藤兼人監督）
- 三文役者（2000年、新藤兼人監督）

### テレビドラマ
- テレビ劇場 簪（1958年6月13日、NHK） - 春野
- 細雪（1959年、NET、現・テレビ朝日）
- 東芝日曜劇場
  - 白い闇（1959年、TBS） - 小関信子
  - 夢の鐘（1982年12月19日、CBCテレビ） - 桜井忠子[12]
  - 夢の鳥（1983年、CBCテレビ） - 笹森松乃[13]
- ママちょっと来て（1959年〜1963年、日本テレビ）
- 松本清張シリーズ・黒の組曲 第46話「偶発」（1963年、NHK総合） - 島崎房子
- 女系家族（1963年〜1964年、毎日放送） - 矢島藤代
- ただいま11人（1964年〜1967年、TBS）
- 大河ドラマ（NHK総合）
  - 「太閤記」（1965年） - おえつ
  - 「樅ノ木は残った」（1970年） - 初乃
- 肝っ玉かあさん（第3シリーズから出演、1971年〜1972年、TBS） - 堀川とみ
- ありがとう
  - 第1シリーズ（1970年、TBS） - 九静香
  - 第2シリーズ（1972年-1973年、TBS） - 佐久間貴子
- 春の雪（1970年、フジテレビ）
- はじめまして（1975年、TBS） - 川崎 ちよ
- 放浪家族（1975年、毎日放送） - 井汲康代
- 石坂洋次郎シリーズ 女の顔（1976年、NHK総合）
- 暖流（1976年、日本テレビ）
- 毛糸の指輪（1977年、NHK総合）
- 土曜ドラマ「松本清張シリーズ・最後の自画像」（1977年、NHK総合） - 小松かね子
- この世の花（1977年、読売テレビ）
- 横溝正史シリーズII 仮面舞踏会（1978年、毎日放送） - 笛小路篤子
- 道 (テレビドラマ)（1978年、TBS）-小玉郁
- 女たちの忠臣蔵（1979年、TBS）
- オホーツクへ（1980年12月29日、NHK総合）島崎文子
- 沓掛時次郎（1981年、フジテレビ）
- 和宮様御留（1981年、フジテレビ）
- 出逢い（1981年、TBS）
- サザエさん（1981年 - 1985年、フジテレビ） - 磯野フネ
- 時代劇スペシャル「新吾十番勝負」（1981年 - 1982年、フジテレビ） - 語り
- 平岩弓枝ドラマシリーズ「女たちの海峡」（1981年、フジテレビ）
- ロウソクが消えない ママ、わたし話したいの（1982年、テレビ朝日）
- 出逢い・めぐり逢い（1983年、TBS）
- 連続テレビ小説「おしん」（1983年、NHK総合） - 晩年期のおしん
- 大奥（1983年、フジテレビ） - 松島局
- 土曜ワイド劇場 美人殺しシリーズ（テレビ朝日）
  - 「女優殺し」（1983年）
  - 「美人コンパニオン殺し」（1990年）
- 心中宵庚申（1984年10月6日、NHK総合） - おつや
- 「花も嵐も踏み越えて 女優田中絹代」（1984年、テレビ朝日）
- ニュードキュメンタリードラマ昭和 松本清張事件にせまる 第1・12・19回（1984年、テレビ朝日） - ナレーター
- すみれさんが行く（1985年3月25日、NHK総合） - すみれ
- 未婚の女医の診察室（1985年、テレビ朝日）
- 月曜ワイド劇場「すりかわった恋人」（1985年、テレビ朝日）
- おんなは一生懸命（1987年、TBS）
- 裸の大将 第28話「清と伊豆の踊り子たち」（1988年、KTV/フジテレビ） - 加代
- 京都サスペンス「妻たちのパスポート」（1988年10月、KTV系 / 京都映画）
- 代議士の妻たちII（1989年、TBS） - 金森加寿
- 水曜グランドロマン「女の中の祭り」（1989年、日本テレビ）
- マザコン刑事の事件簿（1990年、テレビ東京）
- 火曜サスペンス劇場
  - 「浅見光彦ミステリー」（1987 ‐ 1990年） ‐ 浅見雪江
  - 「下弦の月 -鬼熊事件-」（1990年） ‐ 主演 臼井とめ
  - 「松本清張作家活動40年記念 ゼロの焦点」（1991年） ‐ 北村警部補の母
  - 「朝比奈周平ミステリー」（1991 ‐ 1992年） ‐ 朝比奈容子
- 木曜ゴールデンドラマ　「夢と共に去りぬ」（1991年、読売テレビ） - 喜久子。第39回日本民間放送連盟賞ドラマ番組部門最優秀賞[14]
- 忠臣蔵 風の巻・雲の巻（1991年、フジテレビ）
- 温泉に行きたい（1992年、TBS）
- 腕におぼえあり2（1992年、NHK総合） - おたけ
- 野菊の墓（1993年、テレビ東京）

### テレビ番組
- 世界のおかあさん（1978年、テレビ朝日/日本ルーテル・アワー/近代映画協会）- ナレーション

### ラジオドラマ
- われも子なれば（1975年、NHKラジオ第1 文芸劇場） - 第30回芸術祭賞ドラマ部門優秀賞[15]

### CM
- 大正製薬（パブロン・初代）
- 大正製薬（ワイパアエースゾル）
- タマノイ酢（すしのこ）

## 著作・回想
- 『どろんこ半生記』（江森陽弘の聞き書き）、朝日新聞社、1981年、朝日文庫、1985年／日本図書センター「人間の記録」、1997年 ISBN 4820542796
- 『ふたりの居る場所』新藤兼人共著、香匠庵、1986年
- 新藤兼人『愛妻記』岩波書店、1995年（岩波現代文庫、文春文庫で再刊）
  - 『ながい二人の道 乙羽信子とともに』東京新聞出版局、1996年、姉妹編

## 演じた女優
- 斉藤由貴（『女優時代』（1990年頃・よみうりテレビ制作日本テレビ系木曜ゴールデンドラマ枠）原作：新藤兼人。ドラマ（冒頭）に、南の哀愁（宝塚歌劇）が、一部のみ、使用されている（乙羽本人の語りの部分にて）。
- 林清羅（2005年・フジテレビ 女の一代記シリーズ）「越路吹雪　ー愛の生涯ー」
- 片平なぎさ（2006年・日本テレビ ドラマ・コンプレックス）「乙羽信子　どろんこ半生記」の映像化
- 大谷直子（2012年・NHK BSプレミアム「最後のカチンコ」）
- 咲妃みゆ（2018年・テレビ朝日 帯ドラマ劇場）「越路吹雪物語」